# Ribeira da Janela
Ribeira da Janela é uma freguesia portuguesa do município de Porto Moniz, na ilha da Madeira, Região Autónoma da Madeira,  com 19,9 km² de área e 200 habitantes (censo de 2021). A sua densidade populacional é 10,1 hab./km².
Encontra-se nesta freguesia o único parque de campismo da Ilha da Madeira, uma instalação moderna à beira da estrada regional.
O nome deriva da ribeira que tem a foz junto da localidade, e que também é a mais longa da Ilha da Madeira.

## Demografia
A população registada nos censos foi:
Nota: Nos anos de 1911 a 1930 estava anexada à freguesia de Porto Moniz, juntamente com a freguesia de Achada da Cruz. Pelo decreto-lei nº 30.214, de 22/12/1939, passaram a constituir freguesias autónomas (Fonte: INE).
| Distribuição da População por Grupos Etários | Distribuição da População por Grupos Etários | Distribuição da População por Grupos Etários | Distribuição da População por Grupos Etários | Distribuição da População por Grupos Etários |
| -------------------------------------------- | -------------------------------------------- | -------------------------------------------- | -------------------------------------------- | -------------------------------------------- |
| Ano                                          | 0-14 Anos                                    | 15-24 Anos                                   | 25-64 Anos                                   | > 65 Anos                                    |
| 2001                                         | 42                                           | 25                                           | 125                                          | 99                                           |
| 2011                                         | 26                                           | 18                                           | 112                                          | 72                                           |
| 2021                                         | 9                                            | 20                                           | 93                                           | 78                                           |